# Kostel svaté Anny (České Budějovice)
Kostel svaté Anny je bývalý římskokatolický chrám v Českých Budějovicích. Nachází se v centru města, v ulici Kněžské, a je součástí areálu tamního bývalého kapucínského kláštera, se kterým je chráněn jako kulturní památka České republiky.

## Historie
Druhý nejstarší kapucínský klášter v Čechách vznikl v Českých Budějovicích. Základní kámen klášterního chrámu byl položen v červnu 1615. Kostel svaté Anny byl dokončen v roce 1620 a 1. února 1621 byl vysvěcen. Do ulice Kněžské je obrácen boční stěnou, za odsazeným pravoúhlým presbytářem se nachází areál kláštera. V rámci josefinských reforem byl českobudějovický kapucínský konvent v roce 1788 zrušen. Kostel byl tehdy na více než 15 let uzavřen. Roku 1804 byl znovu otevřen pro bohoslužby. V letech 1843–1844 byl klasicistně upraven, takže přišel o svůj typický styl řádové kapucínské architektury s charakteristickým trojúhelníkovým štítem v průčelí, který byl nahrazen štítem novým.

## Koncertní síň Otakara Jeremiáše
Roku 1988 se chrám stal majetkem Jihočeské filharmonie, která jej upravila na koncertní síň Otakara Jeremiáše. Koncertní síň Otakara Jeremiáše je domovskou scénou Jihočeské komorní filharmonie, která byla založena v roce 1981 a je jedinou jihočeskou profesionální filharmonií. Sál je jedním z hlavních kulturních středisek města, kde se pořádají koncerty nebo se třeba konají tradiční promoce Pedagogické fakulty Jihočeské univerzity.
V roce 1994 došlo k rekonstrukci zaměřené na úpravy akustických prvků, celková rekonstrukce sálu proběhla v letech 2020–2021. 

### Rekonstrukce 2020–2021
Dne 30. dubna 2020 schválili jihočeští radní vypsání veřejných zakázek na rekonstrukci sálu. Součástí bylo odstranění balkónu s ponecháním pouze jedné řady míst, modernizovaná (méně hlučná) klimatizace, výměna sedadel (z původních 218 měl klesnout počet zhruba o 30), nové akustické obklady, osvětlení a oprava varhan. Na rekonstrukci bylo vyhrazeno 30 milionů Kč, dokončení bylo plánováno na únor 2021.
Rekonstrukce koncertního sálu v bývalém kostele sv. Anny s odhadovaným rozpočtem 37 milionů korun byla zahájena v červenci 2020, sál při ní prošel zásadní změnou: byla vyměněna vzduchotechnika, byly odstraněny balkony, zlepšila se akustika. Změna se dotkla podhledů, obložení stěn, byla vyměněna sedadla a klimatizace. Také varhany prošly rekonstrukcí a prohloubilo se pódium. Rekonstrukci provedla stavební firma Auböck na návrh ateliéru A8000 s vedoucím architektem Martinem Krupauerem, který je zároveň vedoucí projektového týmu Vltavské filharmonie. Projekt financoval ze svého rozpočtu Jihočeský kraj.
Hlavním cílem rekonstrukce bylo vrátit sálu původní kostelní jednoduchost a čistotu. Prostoru vládnou jednoduché linie, dřevo a kontrast černé a bílé barvy. Vznášející se bílé akustické baldachýny pod stropem jako lehké obláčky pomáhají roznášet zvuk do všech směrů. Počet jejich panelů je 31 a každý z nich o průměrné váze 30 kg je zavěšen pomocí 3 nebo 4 ocelových lanek do valené klenby kostela. K dobré akustice také přispívá dřevěný obklad na zadní stěně sálu, jenž pojme 172 diváků.

## Varhany

### Kostelní
Před rokem 1800 byl kostel vybaven jednomanuálnovým nástrojem o 6 rejstřících, mechanické traktuře a zásuvkové vzdušnici. Ten byl nedlouho po roce 1800 (patrně před obnovou kostela v roce 1804) přesunut do kostela svatého Jakuba Většího v Boršově nad Vltavou. Po obnově kostela, konkrétně roku 1816, byly do kostela přeneseny varhany z Augustiniánského kláštera v Táboře (mohlo jít o dvoumanuálový nástroj od Friedricha Ferdinanda Semráda). V roce 1912 postavil nové varhany v ceně 5500 K Emanuel Štěpán Petr. Šlo o dvoumanuálový nástroj o 15 rejstřících s pneumatickou trakturou a výpustkovou vzdušnicí. O dalších osudech tohoto nástroje nejsou informace.

### Koncertní
Pro účely koncertní síně navrhl dispozice nových varhan původem budějovický organolog Bohumil Plánský. Nástroj o 3 manuálech, 45 rejstřících a elektrické traktuře byl dokončen v roce 1988 a postavila jej společnost Rieger-Kloss jako OPUS 3602. Na období 2020-2021 byla ohlášena oprava, neboť varhany nebyly „v ideálním stavu“.
| I. m. Hlavní stroj C–a3 |                  |      |
| 1.                      | Portunál         | 16′  |
| 2.                      | Principál        | 8′   |
| 3.                      | Flétna trubicová | 8′   |
| 4.                      | Oktáva           | 4′   |
| 5.                      | Flétna měděná    | 4′   |
| 6.                      | Kvinta           | 2/3′ |
| 7.                      | Superoktáva      | 2′   |
| 8.                      | Mixtura 4–5×     | 1/3′ |
| 9.                      | Akuta 4×         | 1′   |
| 10.                     | Trompeta         | 8′   |
|                         | II / I           | 8′   |
|                         | III / I          | 8′   |
|                         | III / I          | 16′  |

| II. m. Positiv C–a3 |                |      |
| 11.                 | Kryt           | 8′   |
| 12.                 | Kvintadena     | 8′   |
| 13.                 | Kopula         | 4′   |
| 14.                 | Fugara         | 4′   |
| 15.                 | Principál      | 2′   |
| 16.                 | Kvinta         | 1/3′ |
| 17.                 | Oktáva         | 1′   |
| 18.                 | Mixtura 3–4×   | 2/3′ |
| 19.                 | Roh křivý      | 8′   |
|                     | III / II       | 8′   |
|                     | Tremolo II. m. |      |
| 20.                 | Zvonková hra   | II   |

| III. m. Žaluz. stroj C–a3 |                    |       |
| 21.                       | Flétna dřevěná     | 8′    |
| 22.                       | Salicionál         | 8′    |
| 23.                       | Chvění housl. 1–2× | 8′+4′ |
| 24.                       | Principál          | 4′    |
| 25.                       | Roh noční          | 4′    |
| 26.                       | Nasard             | 2/3′  |
| 27.                       | Flétna příčná      | 2′    |
| 28.                       | Tercie             | 13/5′ |
| 29.                       | Flétna lesní       | 1′    |
| 30.                       | Mixtura 5×         | 1/3′  |
| 31.                       | Dulcián            | 16′   |
| 32.                       | Hoboj francouz.    | 8′    |
|                           | Tremolo III. m.    |       |

| Aditivní stroj |                   |      |
| 33.            | Gamba barokní     | 8′   |
| 34.            | Seskvialtera 2-3× | 2/3′ |
| 35.            | Flétna zobcová    | 2′   |
| 36.            | Trubka horizon.   | 8′   |
| 37.            | Trubka hlavicová  | 4′   |
|                | A / I             | 8′   |
|                | A / II            | 8′   |
|                | A / III           | 8′   |
|                | A / P             | 8′   |
|                | Tremolo A         |      |

| Pedál |                    |       |
| 38.   | Principál prospekt | 16′   |
| 39.   | Subbas             | 16′   |
| 40.   | Burdon tram.       | 16′   |
| 41.   | Oktáva             | 8′    |
| 42.   | Flétna basová      | 8′    |
| 43.   | Chorálbas 2×       | 4′+2′ |
| 44.   | Mixtura 4×         | 2/3′  |
| 45.   | Pozoun             | 16′   |
|       | I / Pm             | 8′    |
|       | II / P             | 8′    |
|       | III / P            | 8′    |
|       | III / P            | 4′    |

## Galerie

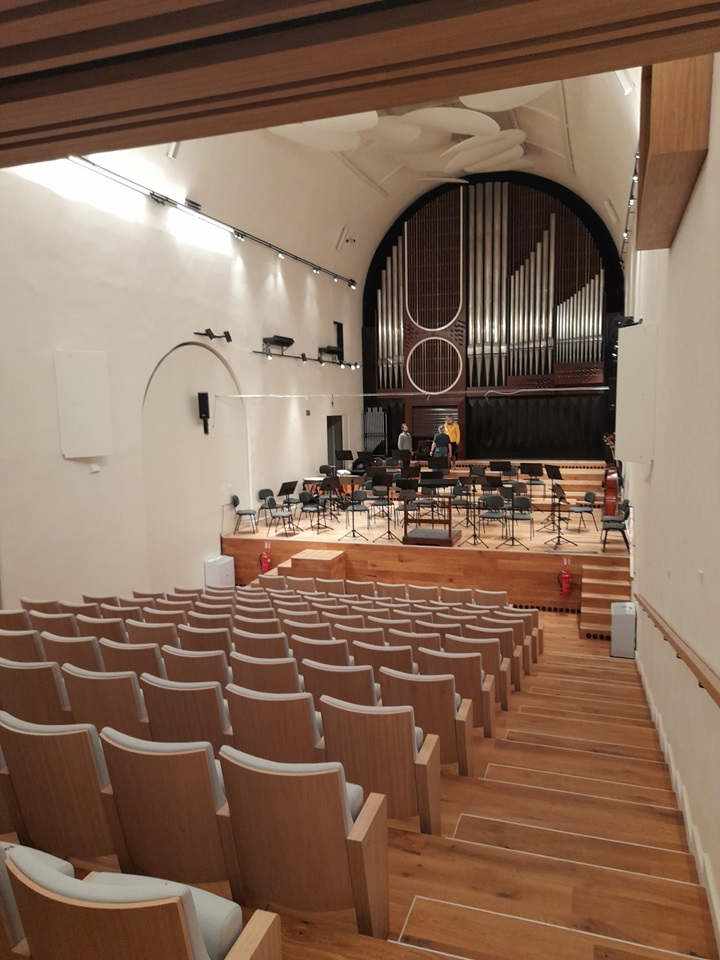
Zrekonstruovaný koncertní sál v roce 2023
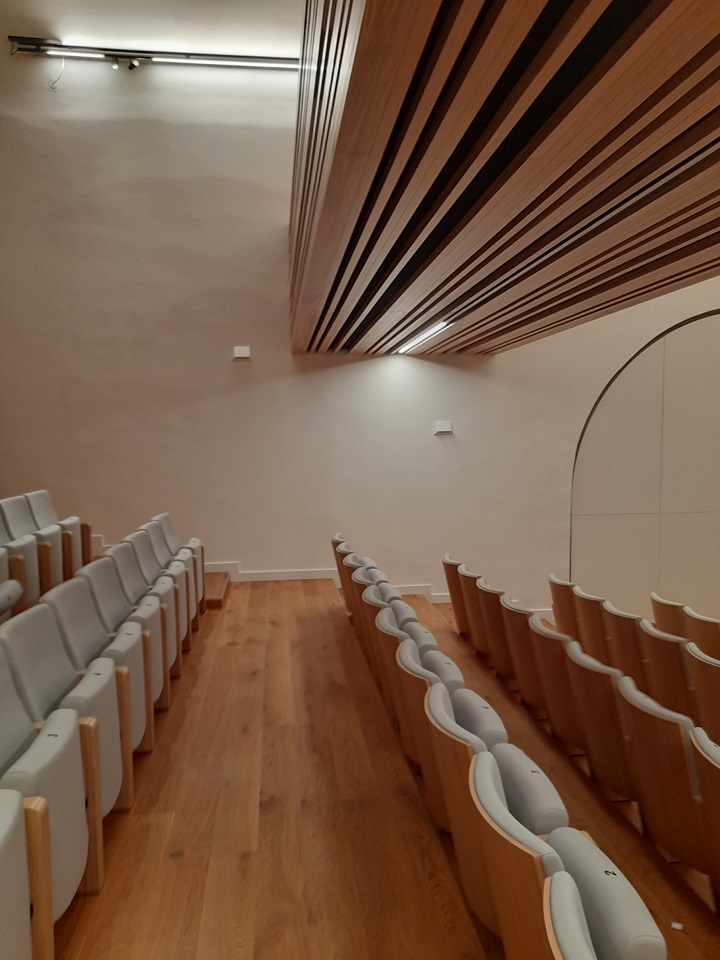
Detail koncertního sálu s dřevěným podhledem a sedadly
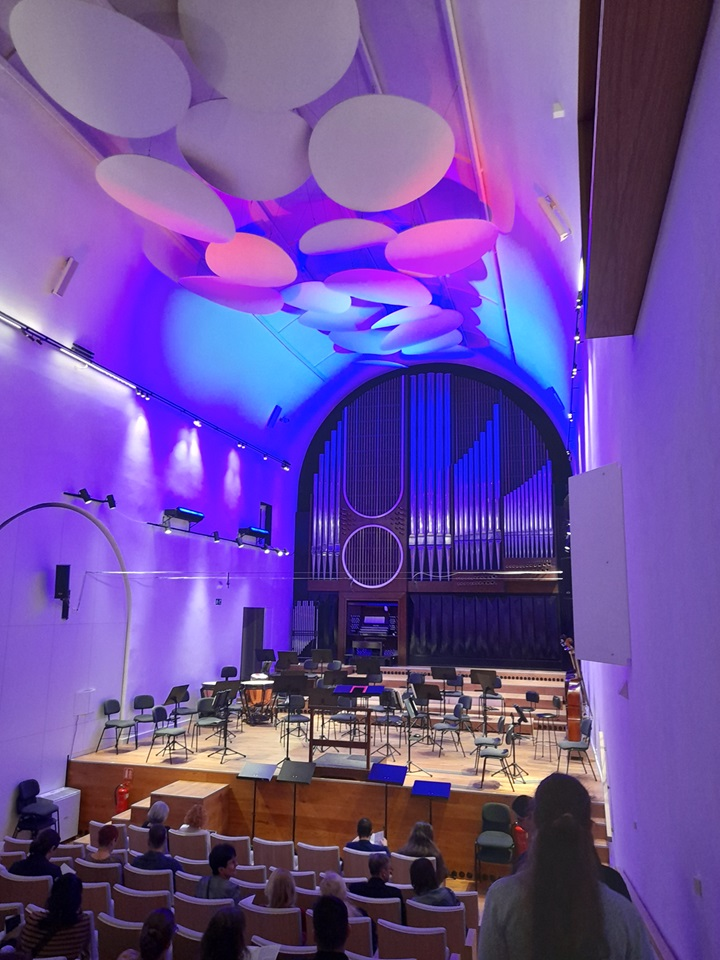
Večerní nasvícený koncertní sál s akustickými baldachýny pod stropem
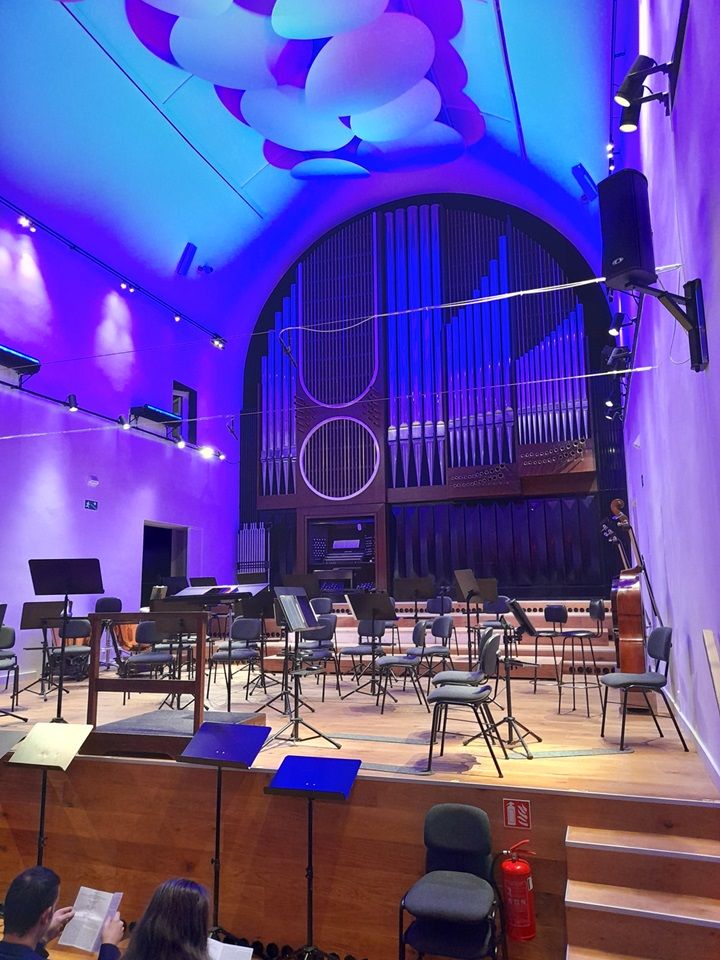
Pohled na pódium orchestru s varhany ve večerním nasvícení